# 지방행정
지방행정(地方行政)은 국가행정에 반대되는 개념으로 지방행정기관에 의하여 행하여지는 행정을 말하며 지방자치단체에 의하여 행해지는 행정, 즉 지방자치행정을 말한다. 또한 지방자치단체의 기관에 위임된 국가의 행정을 말하기도 한다.

## 같이 보기
- 국가행정
- 위임행정